# بابلو إيغليسياس
بولينو إيغليسياس بوسي (بالإسبانية: Paulino Iglesias Posse)‏ (17 أكتوبر 1850 – 9 ديسمبر 1925), واشتهر باسم بابلو إيغليسياس, وهو اشتراكي إسباني وزعيم عمالي. ويعد أب الاشتراكية الإسبانية، بعد أن أسس حزب العمال الاشتراكي الإسباني (PSOE) سنة 1879 واتحاد العمال العام الإسباني (UGT) في 1888.

## السيرة الذاتية
ولد باولينو إيغليسياس من اسرة فقيرة وأبويه هما بيدرو إيغليسياس وجوانا. والتحق بالمدرسة بين سن السادسة والتاسعة. وانتقلت أمه ومعه أخوه الأصغر مانويل للعيش في مدريد بعد وفاة والده العامل في البلدية حيث عملت متسولة بينما دخل الفتيان ملجأ سان فيرناندو فأكملوا التعليم الابتدائي هناك، وتمكن بابلو من تعلم الطباعة. في سن الثانية عشرة غادر الملجأ للعمل ومساعدة والدته. فعمل طباعا حيث تحسن أجره. وقد توفي شقيقه بالسل عندما كان عاطلا عن العمل بسبب الإضراب.
حضر إيغليسياس دروس مسائية وتعلم الفرنسية، مما سمح له بقراءة الأعمال الكلاسيكية للعلوم السياسية الفرنسية وترجمة أعمال الاشتراكيين الفرنسيين وتمكن من المشاركة في المؤتمرات الدولية. وقد نظم القسم الإسباني لجمعية الشغيلة العالمية سلسلة من المؤتمرات في مدريد تحت حماية دستور 1869. وقد حضر إغليسياس تلك المؤتمرات، وقد دعي في 1870 للانضمام إلى قسم الطباعة. وبدأ ظهور مقالاته في صحيفة Solidaridad فاحتلت مهنة الصحافة المكثفة بقية حياته.
انضم إيغليسياس في 1873 إلى جمعية فنون الطباعة واختير رئيسا لها في السنة التالية. ومن هذا المنبر بدأ لعدة سنوات العمل السري للإستعداد لإنشاء ثاني حزب للعمال في العالم. في 22 مايو 1879 خلال مأدبة سرية شهيرة للأخوية الدولية في مدريد، أسس 25 شخصا (بقيادة إيغليسياس) حزب العمال الاشتراكي الإسباني (PSOE - Partido Socialista Obrero Español).
ادخل نشاط إيغليسياس السياسي السجن عدة مرات، كانت المرة الأولى سنة 1882 بعد إضراب، أما آخر مرة فكان في سنة 1910 عندما بلغ ال60 عاما. وكان دائما يرفض عروض الرأفة، وبما أنه أحد المدانين السابقين فإن بعض أرباب العمل يرفضون أن يعمل عندهم. مما اضطر أن ينشا صحيفة اسمها (El Socialista) الاشتراكية في 12 مارس 1886، وكان أجره منها العمل طباع ومحرر ورئيس التحرير مما انقذه من الجوع والإستجداء.
وبتاريخ 12 أغسطس 1888 انشئ إيغليسياس اتحاد العمال العام (بالإسبانية: Unión General de Trabajadores)‏ (UGT) في برشلونة. وقد عينه الكونغرس في 1889 رئيسا للجنة الوطنية، وهو منصب شغله لمدة 36 عاما حتى وفاته. وفي 1890 عندما احتفل بيوم العمال للمرة الأولى في مدريد في 1 أيار / مايو حيث ترأس مظاهرة أثارت الإعجاب. وقاد الممثلية إلى الحكومة للمطالبة بالإصلاحات التشريعية، مثل أن يكون يوم عمل 8 ساعات فقط ووقف عمالة الأطفال. وانضم لأول مرة إلى مجلس مدينة مدريد في 1905.
وقد عارض الجمهوريون إيغليسياس، ولكن تحالف الجمهوريين-الاشتراكيين مهد الطريق له في الانتخابات العامة 1910 لجعله أول نائب اشتراكي في البرلمان الاسباني. ولكن تدهور صحته أدى به إلى عدم تمكنه حضور العديد من الجلسات البرلمانية بعد 1914 مما حد من مسيرته البرلمانية. وقد انتخب نائبا للمرة الأخيرة في 1923.
بالرغم من ضعف خلفيته النظرية حيث أنه رجل عملي، إلا أنه أنتج العديد من الأعمال الفكرية الممتازة محليا ودوليا. ونشر أكثر من ألفي مقالة صحفية في إسبانيا بين أول مقال له في 5 ديسمبر 1870 إلى آخر مقال في 5 ديسمبر 1925. عد إيغليسياس واحدا من أفضل الدعاة الاشتراكيين النموذجين؛ تتميز أعماله بالدفاع الصارم والهجوم الغاضب، وودعت أعماله إلى التماسك أخلاقيا والتجديد والأمل.
ولدى وفاته كانت هناك تأبين واسع بعد وفاته. وبتصريح من الحكومة حضر أكثر من 150,000 عامل جنازته إلى المقبرة المدنية في مدريد.

## انظر أيضا

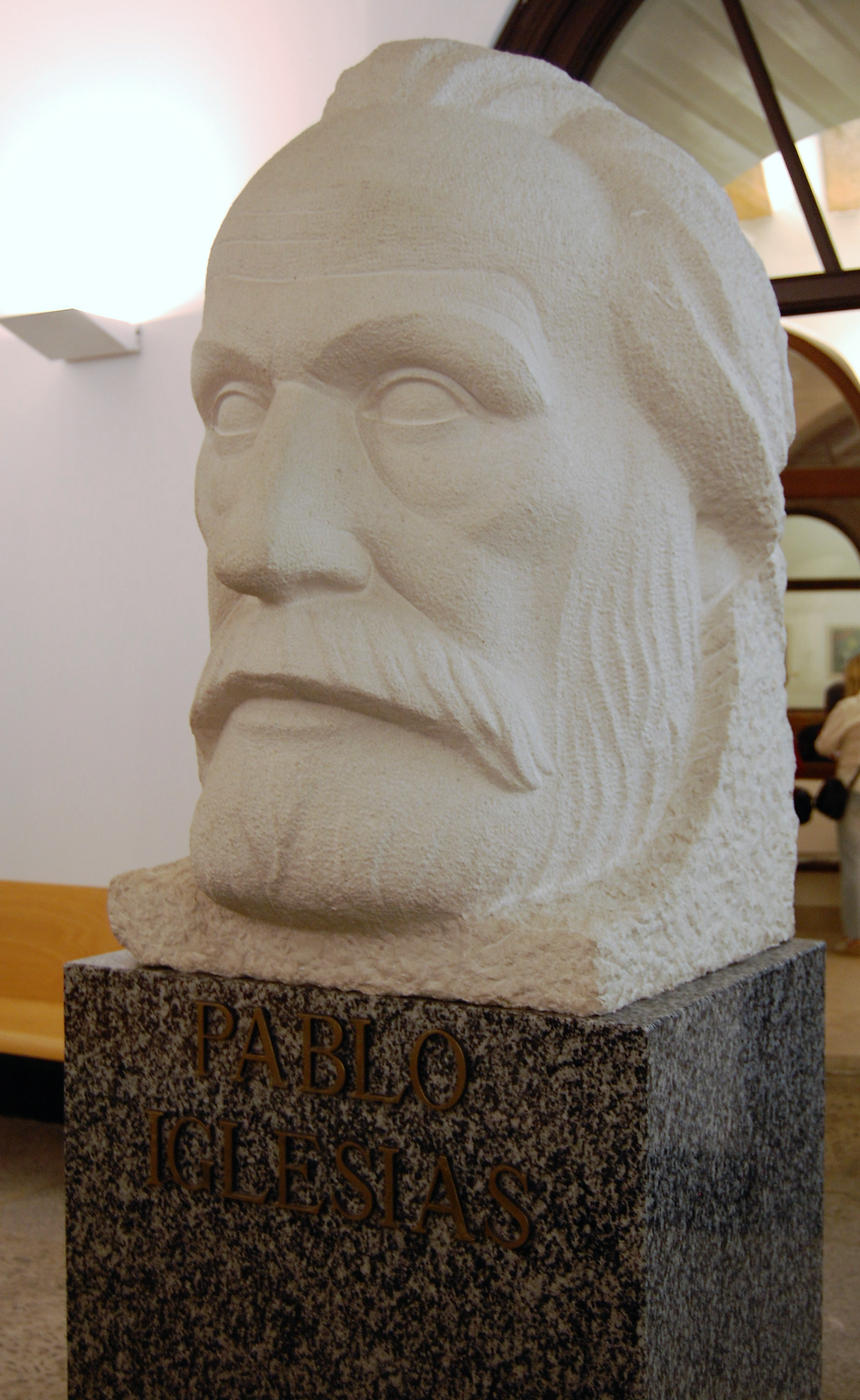
Pablo Iglesias (José Noja, 2001).

## روابط خارجية
- بابلو إيغليسياس على موقع الموسوعة البريطانية (الإنجليزية)